# Hwang Jang-yop
Hwang Jang-yop (17 de abril de 1923 - 10 de octubre de 2010) fue un político de Corea del Norte, presidente de la Asamblea Suprema del Pueblo entre 1972 y 1983.
Inspirador de la doctrina juche, fue el funcionario más importante del Gobierno norcoreano que haya huido a Corea del Sur.

## Biografía
Hwang nació en Kangdong, provincia de Pyongan del Sur. Se graduó de la Escuela Comercial de Pionyang en 1941, y luego fue a Tokio en 1942 para asistir a la facultad de Derecho de la Universidad de Chūō; sin embargo, renunció dos años después y regresó a Pionyang, donde enseñó matemáticas en su alma mater. Se unió al Partido de los Trabajadores de Corea en 1946, poco después de su fundación. De 1949 a 1953, fue enviado a estudiar a la Universidad de Moscú, donde conoció a su esposa, Pak Sung-ok. A su regreso a Corea del Norte, se convirtió en profesor titular de Filosofía en la Universidad Kim Il-sung. Más tarde, ascendería a la presidencia de esa universidad, en abril de 1965.
El filósofo surcoreano Samuel Lee, quien se reunió con Hwang en secreto en 1987 en el marco de una conferencia en Japón sobre la paz en Asia, lo describió como «pensador muy razonable y bastante libre de adoctrinamiento» quien, además, reconoció que Corea del Norte sufría serios problemas económicos para ese entonces.
Huyó a Seúl en 1997, durante una visita a la República Popular China. Desde entonces sufrió amenazas en el portal web de Pionyang, Uriminzokkiri, y se colocó bajo la protección de la policía de Corea del Sur, escapando de varios intentos de asesinato antes de morir de muerte natural a la edad de 87 años.

## Filosofía
Hwang Jang-yop fue uno de los principales ideólogos de la filosofía juche, pero fue quien criticó a Kim Jong-il por «traicionar al juche y construir el feudalismo en lugar del socialismo». Hwang se posicionó en contra de la política belicista del régimen norcoreano y apoyó reformas de mercado en el marco de construcción del socialismo. Asimismo, en la concepción de Hwang, bajo el juche «las personas son el centro de la nación y la sociedad»; sin embargo, Hwang criticó la manera en que Kim Jong-il intentó aplicar esta filosofía en la cual «él mismo era el centro mismo de la nación y la sociedad», calificándolo como una persona «extremadamente egoísta».
Por otra parte, sobre su cuota de responsabilidad en la instauración del régimen norcoreano, Hwang manifestó lo siguiente:

Mucha gente me dice que yo fui el arquitecto del juche y que deberían criticarme porque el juche se usa incorrectamente en Corea del Norte. Quizás me merezca algunas críticas; sin embargo, no cambia el hecho de que siempre he sentido que el centro de la nación y la sociedad es el pueblo, y ese es el principio de la democracia.
Hwang Jang-yop